# Stressed Out
"Stressed Out" é uma canção do duo musical norte-americano Twenty One Pilots, presente em seu quarto álbum de estúdio Blurryface (2015). Escrita por Tyler Joseph e produzida por Mike Elizondo, as letras falam sobre o fim da adolescência e a transição para a vida adulta. A canção foi lançada como um single promocional em 28 de abril de 2015, na Google Play Store e na Amazon, e foi lançada para o contemporary hit radio dos Estados Unidos como o quarto single oficial do álbum em 10 de novembro de 2015.
"Stressed Out" alcançou a segunda posição na Billboard Hot 100, e o topo na Hot Rock Songs e Mainstream Top 40. Ele está empatado com "Heathens" como o single mais alto da dupla até o momento. "Stressed Out" recebeu duas indicações no Grammy Awards: "Gravação do Ano" e "Melhor Performance Pop de Duo/Grupo", vencendo o último. A revista Billboard classificou "Stressed Out" no número 62 em sua lista das "100 Melhores Canções Pop de 2016". Em dezembro de 2016, a canção vendeu mais de 2,4 milhões de cópias nos Estados Unidos.

## Antecedentes e composição
A canção foca na nostalgia da infância, na pressão da idade adulta, e nas relações familiares, falando do ponto de vista de "Blurryface", o personagem titular do álbum. A frase "My name's Blurryface, and I care what you think" é ouvida no pré-refrão, aludindo ao marketing que a dupla fez para o álbum.
"Stressed Out" é uma canção mid-tempo de rap rock com uma duração de três minutos e vinte e dois segundos. De acordo com a partitura publicada no Musicnotes.com por Alfred Publishing Co., Inc., está escrito na fórmula de tempo comum, com um ritmo moderado de 85 batidas por minuto. A canção é composta na tonalidade de Lá menor, enquanto a extensão vocal de Tyler Joseph se estende desde a nota baixa da Mi 3 até a nota alta de Lá 4.

## Videoclipe
O videoclipe de "Stressed Out" foi enviado para o YouTube em 27 de abril de 2015 e foi dirigido por Mark C. Eshleman, da Reel Bear Media. No vídeo, a dupla monta em triciclos e depois vão para casas uns dos outros para gravar a canção. Eles filmaram a maior parte do vídeo na casa de infância de Josh Dun em Ohio. Muitos membros da família de Dun e Tyler Joseph aparecem no vídeo. "Stressed Out" foi indicado para "Melhor Videoclipe" no Alternative Press Music Awards de 2016. O vídeo, com mais de 2,9 bilhão de visualizações e mais de 19 milhões de curtidas em julho de 2018, está entre os 60 vídeos mais vistos no YouTube e é o 14º vídeo com mais curtidas.

## Faixas e formatos
| Download digital |                |         |  |
| N.º              | Título         | Duração |  |
| 1.               | "Stressed Out" | 3:22    |  |

| CD single |                                    |         |  |
| N.º       | Título                             | Duração |  |
| 1.        | "Stressed Out"                     | 3:22    |  |
| 2.        | "Stressed Out" (Dave Winnel remix) | 4:23    |  |

## Créditos e pessoal
Twenty One Pilots
- Tyler Joseph – vocais, piano, programação, sintetizadores, baixo
- Josh Dun – bateria, percussão

Músicos adicionais
- Mike Elizondo – contrabaixo, teclados

## Desempenho nas tabelas musicais
| Tabelas musicais (2015–16)                              | Melhor posição |
| ------------------------------------------------------- | -------------- |
| Alemanha (Offizielle Deutsche Charts)                   | 3              |
| Argentina (Monitor Latino)                              | 14             |
| Austrália (ARIA)                                        | 2              |
| Áustria (Ö3 Austria Top 75)                             | 2              |
| Bélgica (Ultratop 50 de Flandres)                       | 3              |
| Bélgica (Ultratop 50 da Valônia)                        | 7              |
| Canadá (Canadian Hot 100)                               | 3              |
| República Checa (Rádio Top 100)                         | 2              |
| República Checa (Singles Digitál Top 100)               | 1              |
| Dinamarca (Hitlisten)                                   | 10             |
| Equador (National-Report)                               | 4              |
| Finlândia (Suomen virallinen lista)                     | 7              |
| França (SNEP)                                           | 2              |
| Hungria (Rádiós Top 40)                                 | 27             |
| Hungria (Single Top 40)                                 | 11             |
| Hungria (Stream Top 40)                                 | 10             |
| Irlanda (IRMA)                                          | 5              |
| Israel (Media Forest)                                   | 2              |
| Itália (FIMI)                                           | 7              |
| México (Monitor Latino)                                 | 1              |
| Países Baixos (Dutch Top 40)                            | 3              |
| Países Baixos (Single Top 100)                          | 8              |
| Nova Zelândia (Recorded Music NZ)                       | 5              |
| Noruega (VG-lista)                                      | 6              |
| Polónia (Polish Airplay Top 100)                        | 1              |
| Portugal (AFP)                                          | 5              |
| Rússia Airplay (Tophit)                                 | 2              |
| Escócia (Official Charts Company)                       | 8              |
| Eslováquia (Rádio Top 100)                              | 5              |
| Eslováquia (Singles Digitál Top 100)                    | 7              |
| Espanha (PROMUSICAE)                                    | 13             |
| Suécia (Sverigetopplistan)                              | 9              |
| Suíça (Schweizer Hitparade)                             | 2              |
| Reino Unido (UK Singles Chart)                          | 12             |
| Ucrânia Airplay (Tophit)                                | 12             |
| Estados Unidos (Billboard Hot 100)                      | 2              |
| Estados Unidos (Billboard Adult Contemporary)           | 17             |
| Estados Unidos (Billboard Adult Top 40)                 | 1              |
| Estados Unidos (Billboard Dance/Mix Show Airplay)       | 4              |
| Estados Unidos (Billboard Hot Rock & Alternative Songs) | 1              |
| Estados Unidos (Billboard Mainstream Top 40)            | 1              |
| Estados Unidos (Billboard Rhythmic)                     | 31             |

## Certificações
| Região (Empresa)           | Certificação | Vendas    |
| -------------------------- | ------------ | --------- |
| Alemanha (BVMI)            | 3× Ouro      | 600.000   |
| Austrália (ARIA)           | 5× Platina   | 350.000   |
| Bélgica (BEA)              | 2× Platina   | 60.000    |
| Canadá (Music Canada)      | 3× Platina   | 240.000   |
| Dinamarca (IFPI Dinamarca) | Platina      | 60.000    |
| Estados Unidos (RIAA)      | 7× Platina   | 7.000.000 |
| França (SNEP)              | Diamante     | 250.000   |
| Itália (FIMI)              | 4× Platina   | 200.000   |
| Nova Zelândia (RMNZ)       | 2× Platina   | 30.000    |
| Reino Unido (BPI)          | Platina      | 600.000   |
| Suíça (IFPI Switzerland)   | 2× Platina   | 60.000    |